# 수리남의 부통령
수리남 공화국의 부통령(네덜란드어: Van de Republiek Suriname)은 수리남에서 대통령에 이어 두 번째로 높은 정치적 지위를 가지고 있다. 대통령과 부통령은 5년 임기로 국회에서 선출된다.

## 같이 보기
- 수리남의 대통령